# Julio Borges

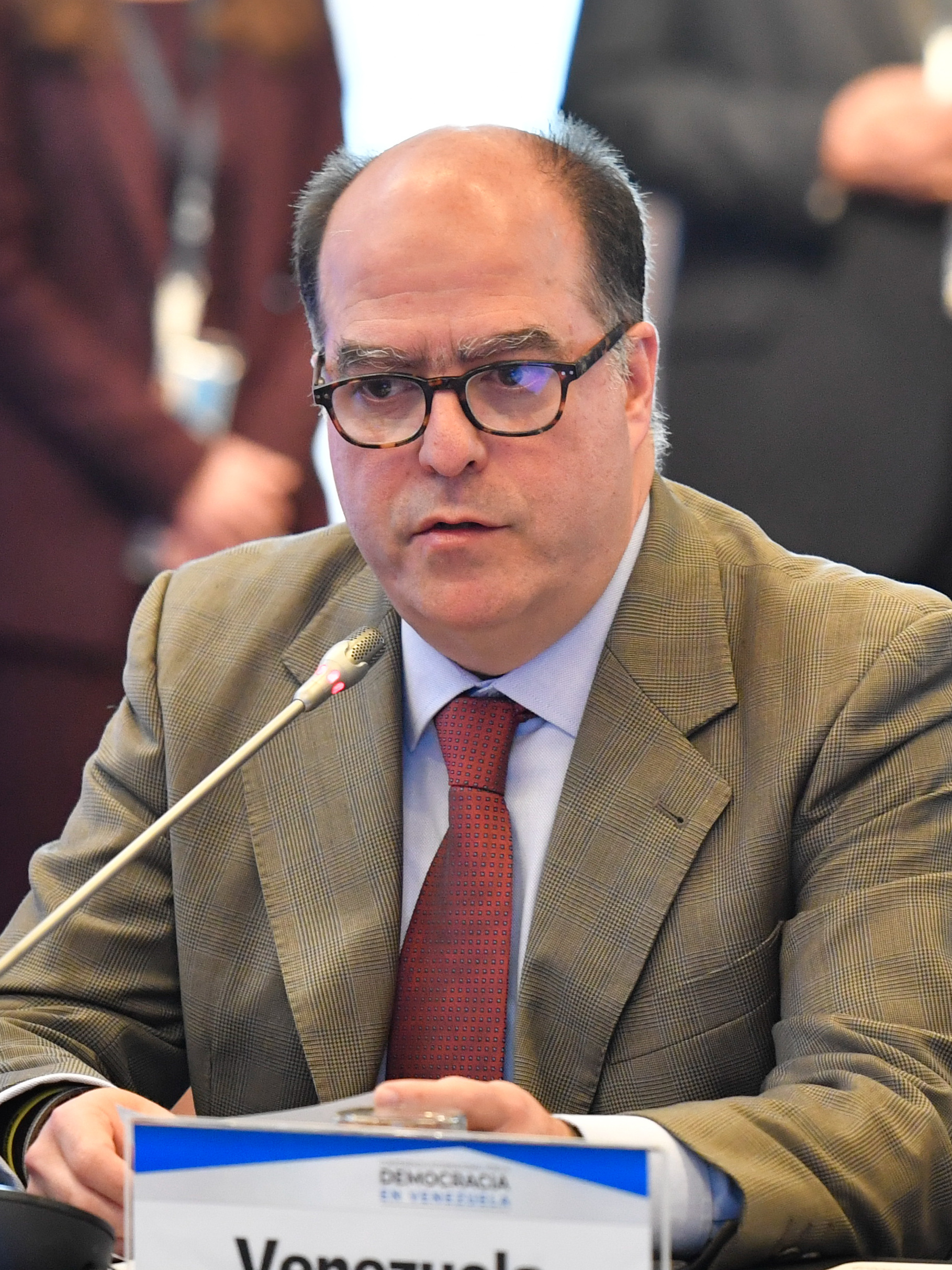
Julio Borges (2019).

Julio Andrés Borges (Caracas, 22 de outubro de 1969) é um ex-membro do conjunto nacional venezuelano pelo partido Primero Justicia.
Borges é ex-candidato para as eleições presidenciais da Venezuela no ano de 2006, Borges funcionou para o presidente nos primaries para a eleição presidencial venezuelana 2006, mas em 9 de agosto de 2006 desistiu da candidatura para apoiar Manuel Rosales, o regulador atual do estado de Zulia.
Disse após ter renunciado a sua nomeação: "é hoje um dia para pôr de lado ambições pessoais e a pensar na unidade. É importante, porque este ano Venezuela está no porque este ano Venezuela está nas estradas transversais - continua na maneira à divisão e ao desemprego ou faz exame da maneira da paz e do progresso". Julio Andrés Borges em seu discurso, prometeu construir na liderança necessitada para os trabalhos dignificados baseados no progresso do pessoa.